# 熊本総合車両所大村車両管理室
熊本総合車両所大村車両管理室（くまもとそうごうしゃりょうじょおおむらしゃりょうかんりしつ）は、長崎県大村市にある九州旅客鉄道（JR九州）の新幹線用車両基地である。本社鉄道事業本部新幹線部の管轄であり、熊本総合車両所の分室である。
建設時の車両基地名称は大村車両基地（おおむらしゃりょうきち）であり、隣接する大村線大村車両基地駅の駅名として採用されるなど、車両基地の正式名称が変更された後も実質的に通称として用いられている。

## 概要
九州新幹線（西九州ルート）武雄温泉駅 - 長崎駅間（路線名・西九州新幹線）の開業に向けて設置された車両基地である。西九州新幹線は2022年の開業時点で他の新幹線路線に接続しない路線となるため、線内にフル規格新幹線に対応した車両基地を設置することになった。新大村駅の武雄温泉方面で本線と車両基地が接続している。また、当車両基地には保守基地が併設されている。

## 沿革
九州新幹線（西九州ルート）は在来線と同じ1,067 mm軌間の新幹線鉄道規格新線（スーパー特急方式）で建設する計画であり、2008年（平成20年）に武雄温泉 - 諫早間が認可された。その際の計画では、大村市内には保守基地を設置する計画であった。その後、2012年（平成24年）に武雄温泉 - 諫早間に加えて諫早 - 長崎間を新規に着工し、武雄温泉 - 長崎間を1,435 mm軌間の標準軌新線（フル規格）で建設する計画が認可された。これにより線内に車両基地が必要となり、用地や敷地面積を考慮した結果、大村市内の保守基地を拡大して車両基地を設けることが決定した。この時点の計画では九州新幹線（西九州ルート）に新幹線と在来線の両方の軌間を走行できる軌間可変電車（フリーゲージトレイン）を導入する計画であった。しかし、開発が難航したため、2016年（平成28年）に武雄温泉 - 長崎間の開業時にフレーゲージトレインの導入を断念してフル規格新幹線車両を投入し、武雄温泉駅で新幹線と在来線の対面乗換を行うことで合意した。これにより大村車両基地等にかかる追加費用として46億円が計上された。

## 年表
2022年（令和4年）
- 1月10日：西九州新幹線用車両の第1編成（6両）が川棚港から大村車両基地まで陸送される[6]。
- 3月19日：大村車両基地の完成記念式典と見学会が実施される[7]。
- 6月20日：新幹線車両の保守・点検基地の諸準備と開業後の運営を行う現業機関として熊本総合車両所大村車両管理室が発足[8][9]。車両基地の名称も同時に「大村車両基地」から変更[10]。

## 設備・検査内容
開業時点では6両編成対応であるが、敷地の北側には8両編成に対応できる余裕を持たせてある。
構内には仕業交番検査庫があり、庫内には全般検査整備1番線、仕業・交番検査2番線・3番線の検査線を持っており、仕業検査、交番検査は後者の2線で行う。工場設備に隣接して台振臨修転削庫あり、臨時修繕線では台車を取り外す台車抜取装置や天井クレーン、先頭車前面ガラス交換設備を備えている。車輪転削線では車輪削正を行う設備を備えている。
台車検査は台振臨修転削庫内の台振線（台車振替線）において、車体車両昇降装置を使用して3両同時に台車の脱着を行い、取り外した台車は熊本総合車両所に運んで検査を行う。全般検査は車体検修を台振庫で、車体塗装を塗装場で行い、機器の検査は熊本総合車両所に機器を運んで行う。台車検査とは異なり、車体は仮台車に載せられ、トラバーサーを使用して奥の塗装場に移動させ、再塗装が実施される。出場時の総合検査は、輪重測定装置を備えた全般検査整備線が使用される。
- 回送線（入出区線）：1線
- 留置線：2線
- 仕業・交番検査線：2線
- 全般検査整備線：1線
- 車輪転削線：1線
- 臨時修繕線：1線
- 台車振替線：1線
- 車体検修線：1線
- 解体線：1線
- 引上線：1線
- 車体検修線 1線
- 車両洗浄装置 1基

このほか保守基地があり、ロングレール運搬車留置線、材料線、保守用車検修線、確認車検修線、保守用車留置線2本、機廻し線、通路線を配置する。

## 配置車両

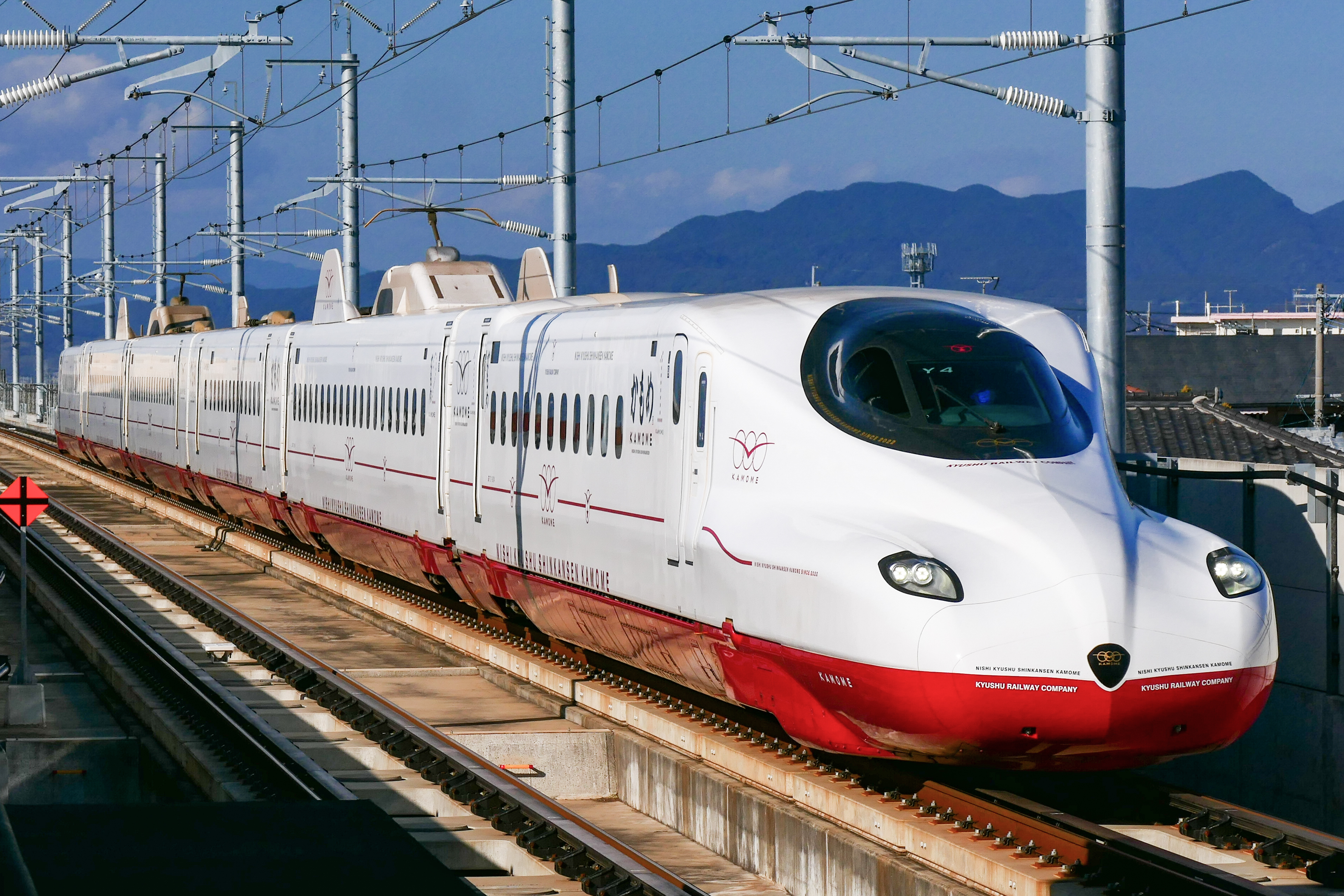
N700S系8000番台

2024年（令和6年）4月1日現在の配置車両は以下のとおり。
- N700S系電車（30両）
  - 8000番台の6両編成5本（Y1 - Y5編成）が配置されている。
    - 2022年の開業当初は6両編成4本の陣容であったが[11]、定期検査に伴う予備車の確保を理由として2023年に6両編成1本が増備された[14][15]。